# Boniface d'Alsace
Pour les articles homonymes, voir Boniface.
Boniface d'Alsace, également connu sous les noms Bonifatius, Bonifacius et Bonefacius, est un noble franc de l'époque mérovingienne. Deuxième duc d'Alsace, il a administré le duché d'Alsace dans la seconde moitié du VIIe siècle.

## Biographie
Vers 660, Boniface succède à Gondoin comme dux ou duc d'Alsace au service du roi des Francs.
Peu mentionné dans les sources, Boniface apparaît dans le codex de l'abbaye de Wissembourg comme premier donateur du monastère vers 661. Il fonde probablement l'abbaye de Munster vers 662, sur l'ordre du roi Childéric II, pour mettre en valeur la vallée de Munster et établir une route à travers le massif des Vosges, dans un secteur presque infranchissable,.
Boniface est mentionné pour la dernière fois dans une source qui date de 664 ou 666. Vers 670-675, Etichon-Adalric succède à Boniface comme duc d'Alsace et fonde la dynastie des Étichonides.